# کابینه سیاه
کابینهٔ سیاه یا کابینهٔ سید ضیاءالدین طباطبایی؛ پس از کودتای سوم اسفند ۱۲۹۹ که منجر به نخست وزیری سیدضیاءالدین طباطبایی مدیر روزنامه رعد گردید از آنجا که این کابینه مورد قبول عموم مردم نبود مشهور به کابینه سیاه شد.

## کودتای سوم اسفند
پس از انقلاب ۱۹۱۷ و سقوط تزارها دولت روس در تاریخ ۲۴ دی ماه ۱۲۹۹ نیروهای خود را از نواحی شمال به عقب راندند، احمد شاه همزمان با تهدید انگلیسی‌ها به عقب‌نشینی و خروج از ایران به دولت سپهسالار دستور داد که به تقویت کابینه خود بپردازد؛ ولی از آنجا که کشور در شرایط خوبی به سر نمی‌برد و هرج و مرج ایران را چنان در آستانه سقوط قرار داده بود که اگر نیروی انگلیس در حوالی قزوین پایگاه نداشت، بلشویک‌های گیلان می‌توانستند به آسانی به طهران حمله کنند و دولت حتی توانایی دفاع از پایتخت را هم نداشت.
در چنین شرایطی سیدضیاءالدین، رضا پهلوی، ماژور مسعودخان، سرهنگ احمد آقاخان، امیراحمدی و کلنل کاظم خان سیاح با هدف نجات ایران یا به گفته سید ضیاالدین خدمت به ایران به هم همقسم شده و تصمیم به کودتا و برکناری دولت سپهدار رشتی گرفتند.

## تأسیس و فروپاشی دولت
دولت سیدضیاء پس از فرمان احمدشاه در تاریخ ۳ اسفند ۱۲۹۹ آغاز به کار کرد و به عنوان دولت برآمده از انقلاب دست به اصلاحات اقتصادی وتقویت ارتش برای کنترل امنیت وسرکوب تجزیه طلبان زد اما از آنجا که کودتا با مخالفت جمعی از نمایندگان مجلس و وابستگان قاجار روبرو گردید سیدضیاءدستور بازداشت آن اشخاص را داد بطوری که دولتش به کابینه سیاه اشتهار یافت. سرانجام کابینه سیاه در تاریخ ۱۴ خرداد ۱۳۰۰ با استعفای سید ضیاءالدین طباطبایی در کمتر از سه ماه بکار خود پایان داد.